# Råk

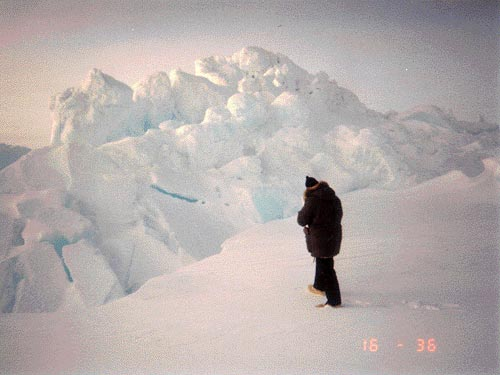
En hög uppråk där isflak har pressats ihop.

En råk är en kraftig spricka i sjöars istäcke. Råken kan uppstå genom att isområden driver isär eller pressas ihop. I det förra fallet uppstår ett isfritt område, en släppråk, som kan återfrysa och vara till god hjälp för skridskoåkare men som också kan vara svår och farlig att ta sig över. I det senare fallet skiljer man mellan råkar som pressar isen uppåt, uppråk, och formar vallar av olika höjd, samt sådana där isflaken pressas ner under ytan, nedråk, där isen i råken kan hamna under vattenytan.
Råkar slår ofta upp på samma ställen år från år på insjöar och i skärgårdarna.
En ofta använd synonym är vråk, som då avser en uppråk eller nedråk men inte en släppråk.